# Голубівщина (Польща)
Голубівщина (Ґолубовщизна, пол. Gołubowszczyzna) — село в Польщі, у гміні Милейчиці Сім'ятицького повіту Підляського воєводства. Населення — 12 осіб (2011).

## Історія
У 1975—1998 роках село належало до Білостоцького воєводства.

## Демографія
Демографічна структура станом на 31 березня 2011 року:
|          | Загалом | Допрацездатний вік | Працездатний вік | Постпрацездатний вік |
| -------- | ------- | ------------------ | ---------------- | -------------------- |
| Чоловіки | 7       | 2                  | 5                | 0                    |
| Жінки    | 5       | 0                  | 3                | 2                    |
| Разом    | 12      | 2                  | 8                | 2                    |